# Saint-Martin-en-Haut
Saint-Martin-en-Haut település Franciaországban, Rhône megyében. Lakosainak száma 3917 fő (2022. január 1.). Saint-Martin-en-Haut Montromant, La Chapelle-sur-Coise, Duerne, Larajasse, Rontalon, Saint-André-la-Côte, Sainte-Catherine, Thurins és Yzeron községekkel határos.

## Népesség
A település népessége az elmúlt években az alábbi módon változott:
| Lakosok száma | 3892 | 3907 | 4082 | 3865 | 3885 | 3853 | 3860 | 3891 | 3917 |
|               | 2013 | 2015 | 2016 | 2017 | 2018 | 2019 | 2020 | 2021 | 2022 |